# Sahabzada Yaqub Khan

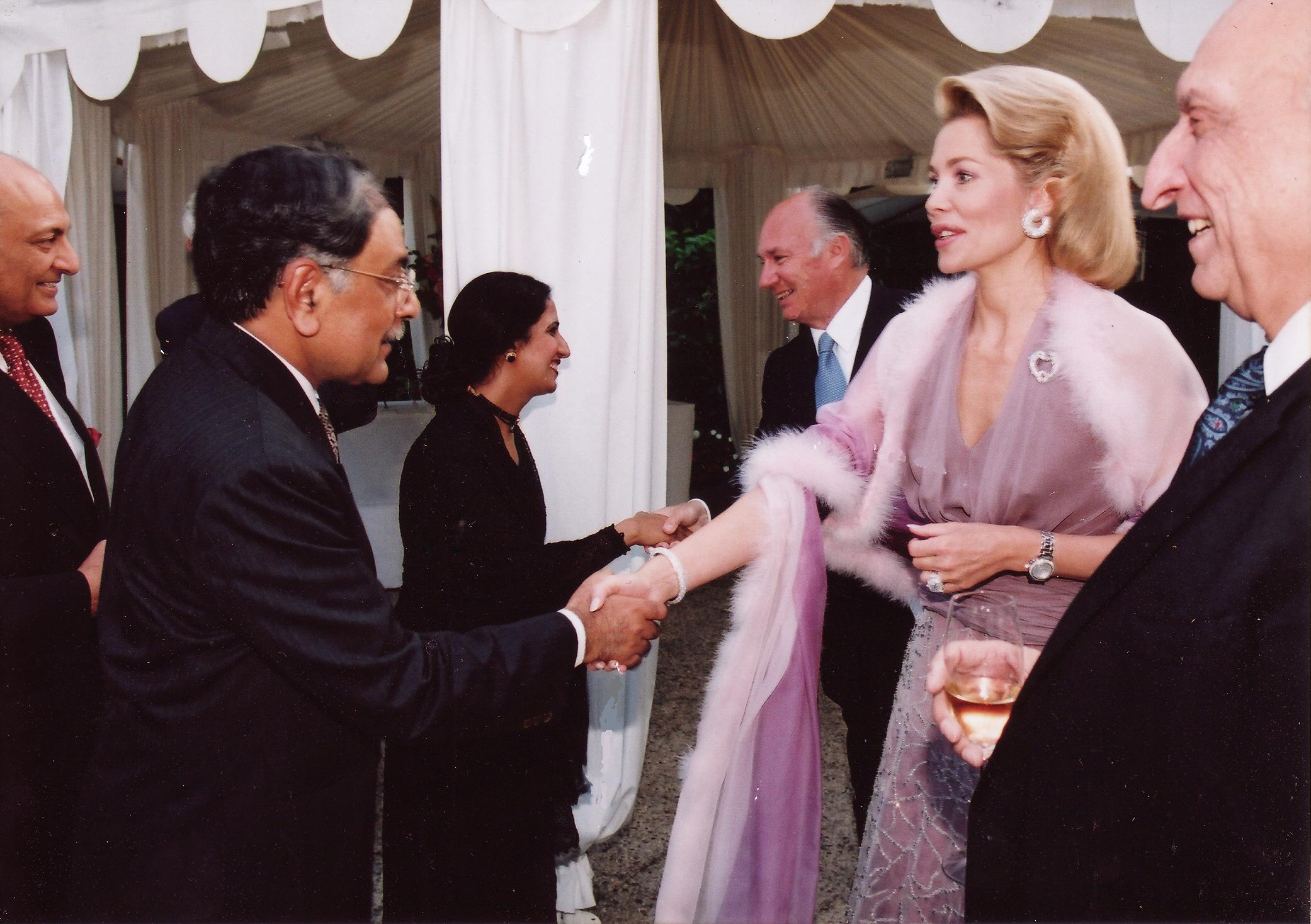
De (esq.) a (dir.) Musa Javed Chohan, Naela Chohan, SAR o Príncipe Aga Khan IV, Inaara Aga Khan, e Sahibzada Yaqub Khan em Paris (2002)

Yaqub Ali Khan, em urdu:  صاحبزادہ یعقوب خان; (Rampur, Paquistão, 23 de dezembro de 1920 - Islamabad, Paquistão, 26 de janeiro de 2016) foi uma figura de alto perfil e general de alta classificação que realizou as atribuições militares e governamentais mais graduados e prestigiados no governo do Paquistão, e foi também a face primária internacional do Paquistão por três décadas, primeiro a ser servido como o ministro das relações exteriores, o governo militar do presidente geral Zia-ul-Haq de 1982 a 1991 até os últimos dias da Guerra Fria, e, em seguida, também serviu como o zelador ministro das Relações Exteriores, de 1996 a 1997.
Foi educado e recebeu comissão no exército depois de frequentar o Colégio Militar Rashtriya indiano, Yaqub Khan serviu bem na Segunda Guerra Mundial em nome do Exército da Índia Britânica, sua carreira militar viu as ações na Operação Tobruk, e mais tarde optou pelo Paquistão, juntando-se a equipe do Exército do Paquistão. Como o maior general, comandou o combatente primeira divisão blindada durante a Guerra de setembro de 1965 contra a Índia e postou no Paquistão Oriental logo após a guerra terminar. Em 1967, ele foi elevado como o Chefe do Estado Maior Geral do Alto Comando Militar Oriental sob vice-almirante Syed Mohammad Ahsan e conseguiu Admiral Ahsan como comandante do comando oriental em 1971. Depois de não conseguir restaurar a paz, Yaqub Khan foi re-chamado no Paquistão Ocidental, onde ele comandou o corpo de combatente contra a Índia, e tomou voluntariamente aposentadoria do exército. Em 1973, ele entrou no serviço diplomático assumindo o posto diplomático do embaixador do Paquistão nos Estados Unidos, na União Soviética e na França, que ocupou até 1979. Após seu retorno, ele foi re-chamado para o serviço militar pelo então Chefe do Exército Staff Geral Zia-ul-Haq em 1980, re-assumiu o militar estrangeiro em 1982.
Yaqub Ali Khan tornou-se uma figura internacional, quando ele desempenhou um papel central de negociações sancionadas nas Nações Unidas para acabar com o envolvimento soviético na República Democrática do Afeganistão, e também participou de acabar com a guerra civil na Nicarágua, como ele era o homem do ponto das Nações Unidas. Desde 1990, Khan associada à organização das Nações Unidas, servido no representante especial da ONU para o Saara Ocidental e finalmente foi reconduzido como ministro das Relações Exteriores, em 1996. Como resultado das eleições parlamentares de 1997, Yaqub Ali Khan levou aposentadoria subseqüente do serviço de estrangeiros e se estabeleceram nos EUA, onde ele continua a gastar sua vida mais tarde em paz.